# Kristóf Milák
Kristóf Milák (Boedapest, 20 februari 2000) is een Hongaarse zwemmer.

## Carrière
Bij zijn internationale debuut, op de wereldkampioenschappen zwemmen 2017 in Boedapest, veroverde Milák de zilveren medaille op de 100 meter vlinderslag. Op de 4x100 meter wisselslag eindigde hij samen met Richárd Bohus, Daniel Gyurta en Dominik Kozma op de zevende plaats.

## Internationale toernooien
| Jaar | Olympische Spelen | WK langebaan                            | WK kortebaan | EK langebaan | EK kortebaan   |
| ---- | ----------------- | --------------------------------------- | ------------ | ------------ | -------------- |
| 2017 |                   | 100m vlinderslag · 7e 4x100m wisselslag |              |              | 13-17 december |

## Persoonlijke records
Bijgewerkt tot en met 23 augustus 2017
Langebaan
| Afstand          | Tijd    | Datum            | Plaats       |
| ---------------- | ------- | ---------------- | ------------ |
| 100m vrije slag  | 49,08   | 23 augustus 2017 | Indianapolis |
| 200m vrije slag  | 1.48,41 | 30 juni 2017     | Netanja      |
| 50m vlinderslag  | 23,72   | 27 augustus 2017 | Indianapolis |
| 100m vlinderslag | 50,62   | 29 juli 2017     | Boedapest    |
| 200m vlinderslag | 1.50,73 | 24 juli 2019     | Gwangju      |